# 23
Aquesta pàgina és per a l'any. Per al nombre, vegeu vint-i-tres.

## Esdeveniments
- Comença el regnat del rei Ptolemeu de Mauritània.
- Estrabó publica la seva geografia, comprenent el saber cartogràfic clàssic.
- Liu Xuan, un rebel Han, es revolta contra la dinastia Xin i es proclama emperador de la Xina. És la fi de la dinastia Xin a la Xina i el retorn de la dinastia Han al poder.[1]

## Naixements
- Plini el Vell

## Necrològiques
- 6 d'octubre: Wang Mang, emperador xinès, fundador de la dinastia Xin[1]
- Drus el Jove, net de Tiberi